# Боков, Хажбикар Хакяшевич
Хажбика́р Хакя́шевич Бо́ков (5 января 1935, Сагопши, Чечено-Ингушская АО — 18 июня 2023) — советский и российский политический деятель, писатель, публицист, учёный, специалист в области межнациональных отношений. Кандидат исторических наук, доктор философских наук, профессор. Заслуженный деятель науки Российской Федерации. Член Союза писателей России. Председатель Президиума Верховного Совета Чечено-Ингушской АССР (1973—1990), заместитель Председателя Президиума Верховного Совета РСФСР (1975—1990). Делегат XXV, XXVI, XXVII съездов КПСС и XIX Всесоюзной конференции КПСС. Главный редактор журнала «Жизнь национальностей».

## Биография
Родился 5 января 1935 года в селе Сагопши Малгобекского района Чечено-Ингушского АССР. В семье было 14 детей. Когда он родился, его отцу было 69 лет. Мать была на 23 года моложе. Отец — Хакяш Боков воевал в гражданской войне на стороне красных и служил в Польше и Финляндии. В 1933 году он был арестован и провёл в тюрьме несколько лет. Был реабилитирован в 1978 году.
В 1944 году, в девятилетнем возрасте, будучи учеником второго класса, Боков вместе с семьёй и всем ингушским народом был депортирован в Восточную часть Казахской ССР. Вместо продолжения учёбы в школе, с раннего возраста он был вынужден работать в колхозе три года. После этого, Боков всё же продолжил учёбу в школе, совмещая при этом работу на различных подсобных работах в колхозе. После окончания семилетки он продолжил учёбу в восьмом классе Павлодарской городской школы. И тут Бокову пришлось совмещать учёбу и работу, как-то на элеваторе или железнодорожной станции.
Получив среднее образование, он поехал в район освоения целины, где трудился на разных участках, в том числе заведующим клубом и инструктором райкома комсомола. За свою работу был награждён медалью «За освоение целинных земель».
В 1957 году ЦК ВЛКСМ откомандировала Бокова для работы в комсомольские органы во восстановленной Чечено-Ингушской АССР. Три года он работал первым секретарем Назрановского райкома комсомола. За свою работу Боков награждался грамотами ЦК ВЛКСМ и премиями.
В 1959 году он поступил на партийную работу, проработав до 1973 года в различных партийных органах: зав. отделом Назрановского райкома партии, консультантом Дома политического просвещения Чечено-Ингушского обкома и Грозненского горкома КПСС, руководителем лекторской группы, заместителем, затем заведующим отделом партийных органов обкома, а с 1965 года по 1973 год он работал секретарем Чечено-Ингушского обкома КПСС. 
С 1973 года по 1990 год Боков работал Председателем Президиума Верховного Совета Чечено-Ингушской АССР. В течение 20 лет он был депутатом Верховного Совета ЧИАССР, одновременно являясь заместителем Председателя Президиума Верховного Совета РСФСР и депутатом Верховного Совета Российской Федерации. В 1990 году был поступил на работу в Совет Министров РСФСР, где проработал заместителем министра РСФСР-РФ по делам национальностей и региональной политике до 1997 года, когда он вышел на пенсию.
Являлся членом Союза писателей России и членом Союза писателей СНГ.
Умер 18 июня 2023 года.

## Научная деятельность
С 1992 года Боков работал главным редактором общественно-политического и художественно-литературного журнала «Жизнь национальностей». С того же года он являлся одним из учредителей и председателем правления Межведомственного научно-учебного центра комплексных проблем национальной политики.
Боков, как отмечают его биографы, был крупным учёным и организатором научных работ в области исследования процесса функционирования межнациональных отношений. Кроме того, он был кандидатом исторических наук, доктором философских наук, Заслуженным деятелем науки Российской Федерации и Республики Ингушетия.

## Литературное творчество
Боков автор трёх романов, пяти повестей и четырёх сборников рассказов.

## Награды
Бокову за его трудовую и научную деятельность были присвоены различные награды:
- Орден Октябрьской революции
- Два ордена Трудового Красного Знамени
- Орден Дружбы народов
- Орден Знак Почёта
- Орден «За заслуги» (Республики Ингушетия)

## Семья
В 1955 году в Павлодаре женился. Его жена Валентина проработала 25 лет деканом географического факультета и заведующей кафедрой экономической географии Чечено-Ингушского университета.